# Jochen Mass
Jochen Mass (n. 30 septembrie 1946, Dorfen, zona de ocupație americană în Germania⁠(d), Germania – d. 4 mai 2025, Cannes, Provence-Alpes-Côte d'Azur, Franța) a fost un pilot de curse auto german care a concurat în Campionatul Mondial de Formula 1.